# Uitzendingen van Veronica op kanalen van MTV Networks
In 2002 en 2003 werkte de Nederlandse omroep Veronica samen met MTV Networks Benelux.
Vanaf 15 april 2002 zond Veronica wekelijks een zogenoemde try-out uit op de MTV Networks-zender TMF. Dit was elke week een ander programma. Op 27 mei werd de frequentie verhoogd naar eenmaal per dag. Vanaf dat moment werd elke avond het programma Kink TV uitgezonden.
Op 1 september 2002 werd er een nieuw tv-kanaal opgestart waarop overdag Kindernet (het huidige Nickelodeon) te zien was en 's avonds Veronica. Voor die tijd zond Kindernet uit op het kanaal van Net5.
In eerste instantie zond Veronica elke avond slechts drie programma's uit. Als een programma was afgelopen werd het vervolgens gelijk herhaald. Daarna startte een ander programma dat op zijn beurt ook weer gelijk werd herhaald. Ditzelfde gold voor het derde programma. Dit waren de programma's KINK TV, Tease en Men's Talk.
Veronica kampte met veel te lage kijkcijfers. Marktaandelen van 0,1% waren dan ook eerder regel dan uitzondering. Er werd alles aan gedaan om de programmering zo aantrekkelijk mogelijk te maken. Men kocht een aantal programma's aan van MTV, VH1 en Showtime. Zoals The Chris Isaak Show en veel seksprogramma's op de late avond. Dit rijmde echter niet met de programma's van Kindernet, met als gevolg dat onder meer programmaraden van Groningen/Drenthe en Amsterdam besloten de zender van de kabel te halen.
Een aantal malen werd het programmaschema drastisch omgegooid. Dit mocht echter niet veel baten. Vanaf 14 juli 2003 stopten de uitzendingen van Veronica in deze vorm en ging Nickelodeon 24 uur per etmaal uitzenden.
In augustus 2005 werd de avond-zendtijd op dit kanaal overgenomen door een andere partij, te weten de nieuwe televisiezender van John de Mol, genaamd Talpa. Vanaf 16 december 2006 ging Talpa 24 uur per dag uitzenden en verhuisde Nickelodeon naar het kanaal van The Box. Tegelijkertijd werd de naam van de zender gewijzigd in Tien. Deze zender werd in 2007 overgenomen door RTL Nederland en vervangen door RTL 8.